# Higienópolis (bairro de São Paulo)
Higienópolis é um bairro nobre localizado no distrito da Consolação, na região central da cidade brasileira de São Paulo. Está situado em uma das regiões mais altas da cidade, chamada de Espigão da Paulista. Apresenta perfil residencial, caracterizado por uma população de rendas média-alta e alta, sendo também conhecido pela presença de relevantes instituições culturais.
A região na qual se constitui é ocupada desde o século XVI, tendo seu desenvolvimento ocorrido paralelamente àquele da própria cidade. O bairro se destaca pela presença de grande quantidade de exemplares da arquitetura de tendências diversas. Sempre foi endereço de expressivas famílias tradicionais da aristocracia paulista, de maioria de origem portuguesa no início e depois de norte americanos e outras nacionalidades, passando a abrigar, nos dias de hoje, habitantes de variadas origens, migrantes e imigrantes, inclusive judeus de diversas nacionalidades provindos em sua maioria da Europa Central. Ainda se tornou um dos bairros preferidos por artistas em geral, sendo palco de grandes atividades na semana de arte moderna.
Limita-se com os bairros de: Cerqueira César, Pacaembu, Santa Cecília e Vila Buarque.

## História
A região onde se situam os atuais bairros de Higienópolis, Pacaembu e Perdizes compreendia a "Sesmaria do Pacaembu", que era dividida em Pacaembu de Cima, do Meio e de Baixo. O bairro de Higienóplis está localizado em parte do que era conhecida como "de Cima". A extensa propriedade rural pertencia à Companhia de Jesus. Seus membros, os jesuítas, receberam-na no século XVI como resultado de uma doação feita pelo donatário Martim Afonso de Sousa. Esses religiosos foram violentamente expulsos do Reino de Portugal e de suas colônias em 1760, através da determinação de Marquês de Pombal e seus bens foram confiscados e vendidos, dentre eles a sesmaria. E ali, com o passar dos anos, integrantes da aristocracia paulistana construíam suas chácaras, propriedades urbano-rurais e autossuficientes em água e subsistência. Já existia na região do Bairro da Vila Buarque a Irmandade da Santa Casa de Misericórdia de São Paulo, inaugurada em 1884, bem como, inaugurou-se em 1892 o viaduto do Chá que trouxeram ao lugar, desenvolvimento e fluxo respectivamente àquele local que era considerado inóspito.
Devido ao crescimento da cidade, causado pelo êxodo rural e o Ciclo do café, essas terras foram loteadas. As antigas terras do Barão de Ramalho e do legado do espólio do padre pernambucano Wanderley, que juntas apresentavam 847.473 m², foram compradas em 1893 por Martinho Buchard e Victor Nothmann, capitalistas alemães. Os dois empreendedores trouxeram da França o projeto e os materiais para a construção do segundo loteamento planejado e de alto-padrão da cidade, destinado especificamente para a elite paulistana. Chamado primeiramente de "Boulevard Bouchard", o loteamento fora lançado em 1895. Com os acréscimos posteriormente dos já existentes sítios de Dona Veridiana que mandou construir em 1884 uma "villa" denominada Maria, que ladeava as atuais avenida Higienóplis e Angélica, e Dona Angélica, que possuía também um sítio que se juntaram todas essas terras formando o que hoje é o bairro de Higienópolis (cidade ou lugar de higiene), nome atribuído por conta de um hotel indicado por suas condições de limpeza e climáticas que era administrado pela Cia Higienópolis. Tais condições eram ressaltadas pela altitude do bairro, que impedia o acúmulo de grandes enchentes, que poderiam resultar em áreas de fácil contaminação da Malária, Febre Amarela e Tifo, e pela publicidade do empreendimento, tais como o fornecimento de água e esgoto que vieram logo depois, condições até então existentes em poucos locais da cidade. Além disso possuiria também iluminação à gás, arborização e seria atendido por linhas de bondes, sendo considerado como o maior loteamento em extensão territorial e em importância social e econômica.

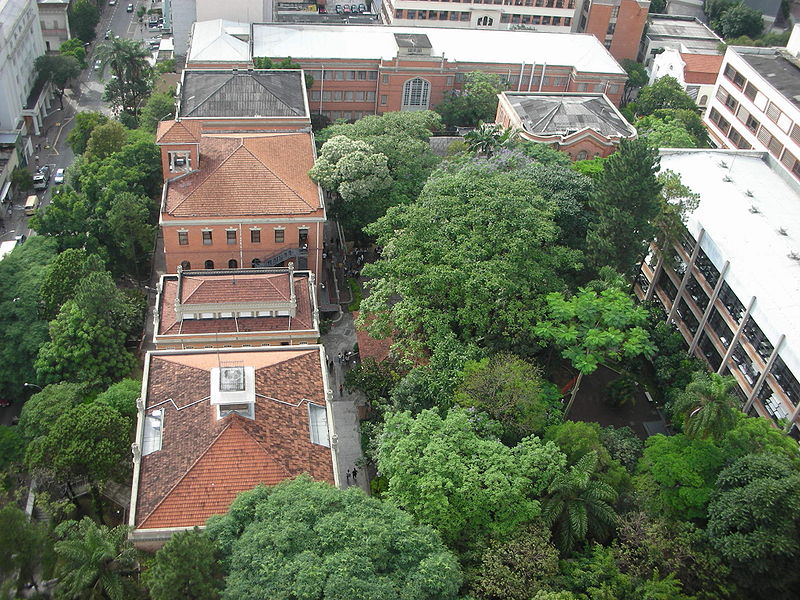
Visão da Universidade Presbiteriana Mackenzie, tem suas origens no Mackenzie College, construído em 1874

Na época no bairro de Vila Buarque a região já contava com o Colégio Mackenzie - Gymnasio Americano, que gerou o atual campus paulistano da Universidade Presbiteriana Mackenzie. Construído em 1874 no terreno de parte da antiga chácara de Dona Maria Antônia da Silva Ramos, e que foi um empreendimento idealizado pelo Reverendo Chamberlain. Além do Hospital Samaritano de São Paulo, edificado em 1892 pela firma Krugg & Filho, através de doações diversas: de José Pereira Achao (por testamento), Victor Nothmann e Burchard, dos presbiterianos do Instituto Mackenzie, família Lee e Dona Maria Paes de Barros.
O loteamento foi dividido em duas fases: Higienópolis 1 e Higienópolis 2, possuindo lotes de 700m² a 1000 m² juntamente com os sítios de Dona Veridiana e Dona Angélica. Na primeira etapa, a dos altos de Santa Cecília, vias foram criadas e receberam os nomes de 3 senhoras integrantes da aristocracia local, proprietárias de extensa áreas na região, todas filhas de abastados barões: Maria Angélica de Sousa Queirós, filha do barão de Sousa Queirós (Avenida Angélica), Maria Antônia da Silva Ramos, filha do barão de Antonina (Rua Maria Antônia) e Veridiana da Silva Prado, filha do barão de Iguape (Rua Dona Veridiana).
Logo a área foi ocupada pela aristocracia do café, fazendeiros, empresários, comerciantes, anglo-saxões e profissionais liberais; que erguiam seus palacetes, os mais elegantes da cidade. Muitos deles anteriormente moravam nos Campos Elísios, primeiro bairro nobre paulistano.
Dentre os membros da elite destacam-se:as famílias Sousa Queirós, Prado, Alves Lima, Silva Telles, Toledo Piza, Pacheco e Silva, Paes de Barros, Barros Brotero, Amaral Souza, Lucas Garcia Borges, o conde Antônio Álvares Leite Penteado, o cafeicultor Carlos Leôncio de Magalhães, a família do presidente Rodrigues Alves, o presidente Fernando Henrique Cardoso, o empresário e comendador Franz Müller, o delegado Arthur Rudge da Silva Ramos, o jurista e político Jorge Americano, os ex-prefeitos da cidade: o urbanista e engenheiro Francisco Prestes Maia e o empresário, banqueiro e engenheiro Olavo Egydio Setúbal, o aristocrata e cafeicultor José de Queirós Aranha, a pintora modernista Tarsila do Amaral, a pianista Guiomar Novais, o  jornalista Júlio Mesquita, o médico e ex-governador do estado Ademar de Barros, o médico Geraldo Vicente de Azevedo, e, dentre outros, Luís Gastão de Orléans e Bragança, Chefe da Casa Imperial do Brasil.

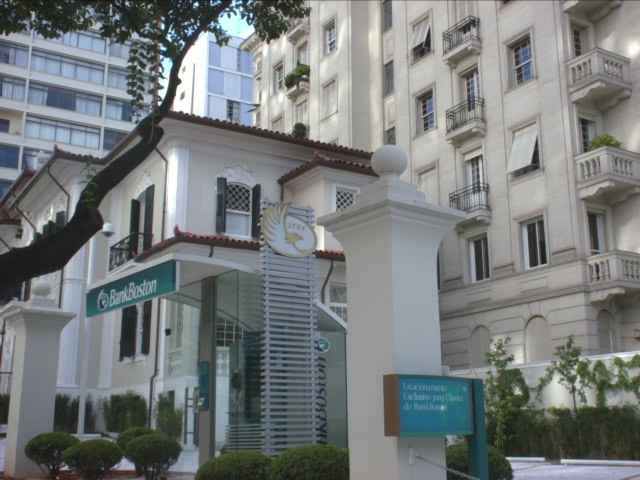
Antiga residência de Francisco Camargo Lima, a partir de 1949; do médico Rubens de Brito, posteriormente transformada em agência bancária

As mansões do bairro reproduziam os modelos franceses; procurava-se recriar o modo de vida das metrópoles europeias mais importantes do século XIX, sendo um exemplo o fato de a manutenção de um palacete exigir no mínimo de 10 a 15 criados. Os móveis, o material de construção e até a planta das casas eram trazidas da Europa. Possuíam pomares e jardins, algumas delas seriam tombadas pelo Conselho Municipal de Preservação do Patrimônio Histórico Cultural e Ambiental de São Paulo e, instituições educacionais e consulados se estabeleceriam nas tradicionais moradias. Uma das mais conhecidas da época chamava-se Vila Penteado. Construída em 1902 no estilo art nouveau, era pertencente ao conde Antônio Álvares Leite Penteado, fazendeiro de café e industrial paulista, detentor de grande riqueza. Projetada pelo engenheiro sueco Carlos Ekman foi a lançadora desse estilo na cidade. Decorada com estátuas, mobiliário, vitrais e mármores europeus. Ocupava toda a quadra entre a Avenida Higienópolis, ruas Sabará, Maranhão e Itambé, com grande área verde.
Outro bom exemplo é a já citada "Villa Maria" de Veridiana da Silva Prado, que recebeu reis e princesas e depois serviu de residência para a própria Dona Veridiana que havia se separado do esposo causando grande comentário à época, imóvel hoje preservado e pertencente ao Iate Clube de Santos, que passou a ocupar o espaço a partir de 2008 É usado ou locado para alguns eventos, tais como, leilões, vernissages, festas de casamento, entre outros, era filha de Antônio da Silva Prado, barão de Iguape.
No ano de 1900, deu-se a inauguração da linha de bondes elétricos da Vila Buarque, fato que causou o desenvolvimento do bairro iniciado na região da Rua Maranhão. O "bonde 25", como era chamado, que passava por essa rua, atraía visitantes devido à arquitetura e ao luxo da área.
Em 1928 foi inaugurada a Paróquia de Santa Teresinha do Menino Jesus, projetada pelo engenheiro italiano Antonio Vincenti, sendo executada a obra pelo arquiteto Fiorello Panelli, com seu interior inacabado. A imagem de Santa Teresinha, trazida da cidade francesa de Lisieux, sendo doação de dona Sofia Neves Torres e o sino, presente do empresário ítalo-brasileiro Conde Matarazzo.

### Crises e verticalização
A epidemia de febre amarela, que invadiu a cidade de Campinas (a porta da cafeicultura do planalto), tendo Adolfo Lutz, calculado em três quartos a população que deixou Campinas em direção a outras cidades, fugindo da epidemia, com os fazendeiros transferindo suas residências para a capital. A Grande Depressão (a Crise de 1929) e a Revolução de 1930 trouxeram mudanças a muitas famílias, além da perda dos investimentos de diversos cafeicultores. Então inicia-se o processo de verticalização do bairro, sendo um dos primeiros após o Centro Histórico da cidade.
Seu primeiro edifício foi o Condomínio Edifício Alagoas (1933), para Abel Drummond, pela construtora Barreto Xandi & Cia, o primeiro da capital do Estado a ter um apartamento por andar, e que causou críticas por ser construído em um bairro apenas de casas e onde residiu o escritor e jornalista católico Plínio Corrêa de Oliveira.
O segundo edifício (1935), seguido de outras construções importantes e de luxo, o Edifício Santo André, obra de Francisco Matarazzo e do arquiteto francês Jacques Pilon, na Rua Piauí esquina com Avenida Angélica, foi onde residiu a artista Tarsila do Amaral, com vista para o Parque Buenos Aires, com painel no hall de entrada, em alto relevo, do artista John Graz, e foi considerado o edifício elegante da ocasião. O Santo André foi ainda o primeiro edifício a usar estacas tipo Franki em sua fundação. O terceiro foi o Edifício Augusto Barreto, em estilo art déco, pegado, no lado da Avenida Angélica.
E foi construído o D.Pedro II, o primeiro da Avenida Higienópolis (1938) com somente 2 andares. E o Edifício Santa Amália (1943), na Rua Piauí, pegado ao Edifício Santo André, obra de Francisco Matarazzo Netto, e o Edifício Higienópolis (1943), no terreno da outrora residência da família Alves Lima.

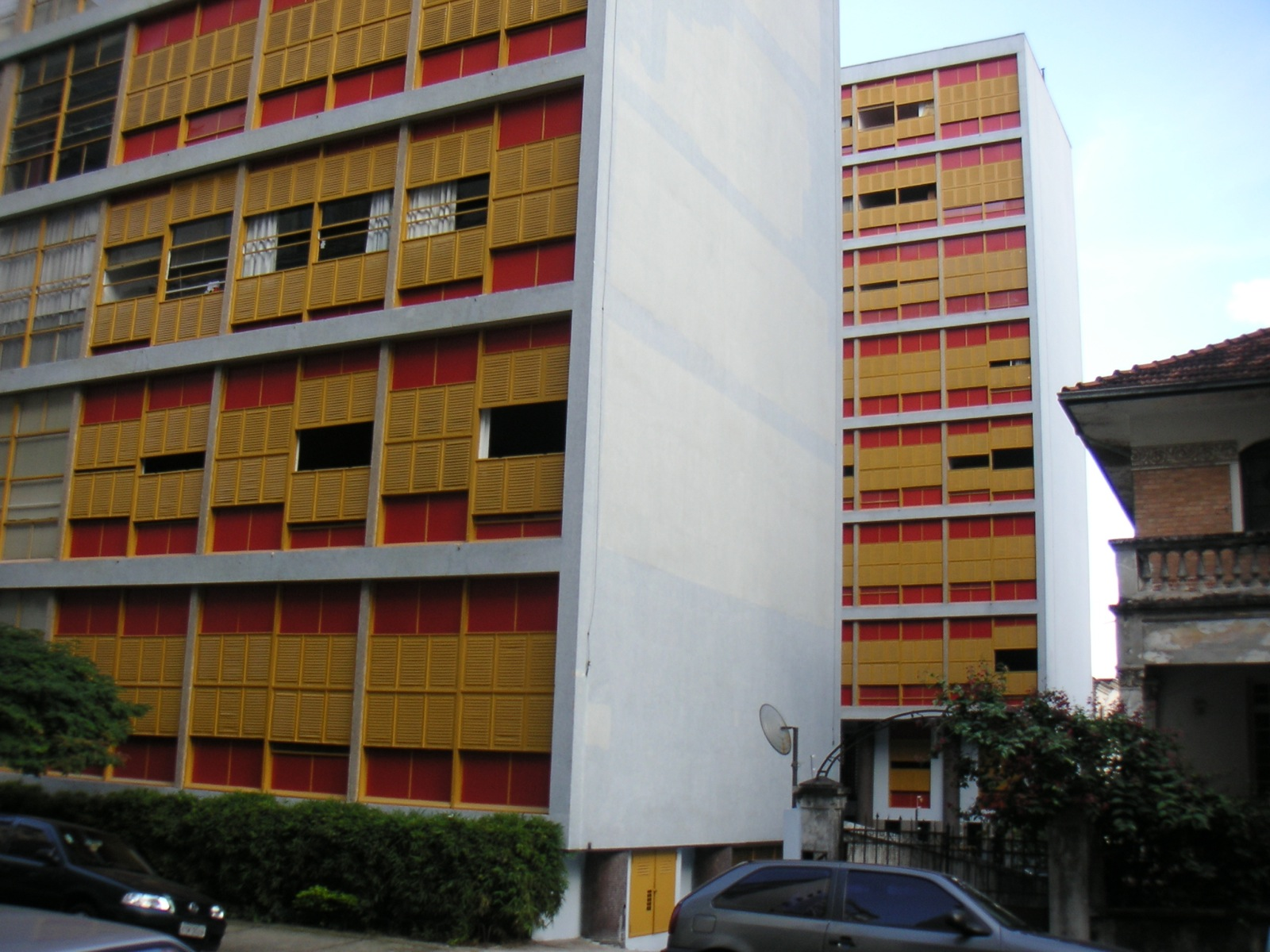
Edifício Louveira

Os anos de 1940 surgiram com edificação de novos prédios a preços módicos, como o Edifício Rubayat e o Edifício Teresópolis. Aconteceu o êxodo da  elite deixando seus palacetes para locais mais aprazíveis, dando lugar aos edifícios para a classe média. Em 1946 o Edifício Louveira, edifício residencial localizado na praça Vilaboim, foi projetado pelos arquitetos João Batista Vilanova Artigas e Carlos Cascaldi, sendo considerado importante representante da arquitetura moderna, tendo sido tombado pelo Condephaat.
O Edifício Prudência (1944), foi um projeto de Rino Levi, com jardins de Burle Marx. E surgiram prédios como o  D.João V, construção de Adolpho Lindenberg (engenheiro),  Brasil Colonia, Brasil Império, Brasil República, Lindenberg e aqueles denominados de mansão:Mansão Orlandina Rudge Ramos, Mansão Michelangelo, Mansão Verlaine. E, os edifícios Barão de Antonina, Barão de Jundiaí, Marquês de Três Rios, Solar do Conde, Príncipe de Galles, Professor Vilaboim, Louveira (1946), Paulistania, São Clemente, Lafayette e tantos outros.

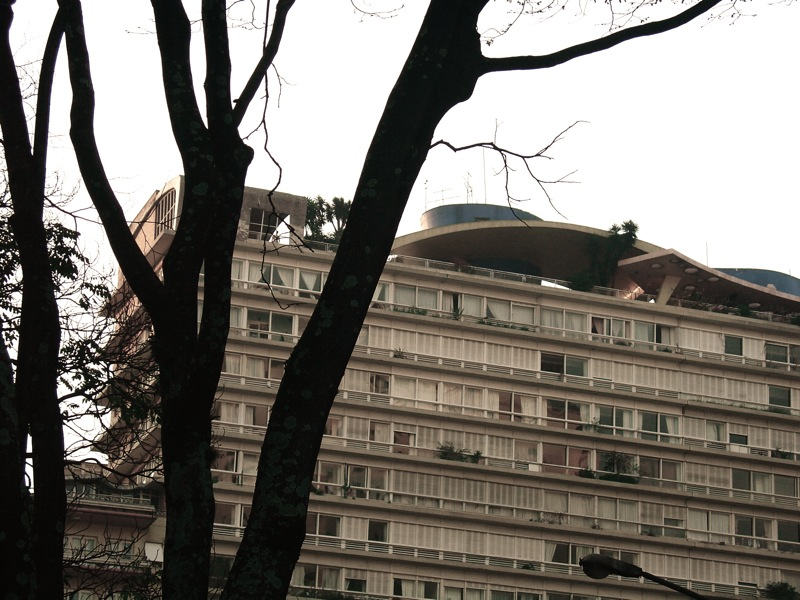
Edifício Bretagne

O Edifício Bretagne (1959), construção projetada por João Artacho Jurado, na Avenida Higienópolis, tendo ao lado o palacete de Antonieta Cintra Gordinho e o da Cúria Metropolitana de São Paulo, e do mesmo, o Edifício Parque das Hortênsias (1957), o Edifício Piauí (1949) e o Edifício Cinderela (1956). de construção de Adolpho Lindenberg (engenheiro), na mesma confluência com a Rua Sabará, onde já havia o Domus de 1956, feito na obra de Ermanno Siffredi e Maria Bardelli.
E os Edifícios Santa Francisca e Santa Cândida (1963) projetado por Salvador Candia, nas esquinas da Rua Marques de Itú com Rua Aureliano Coutinho, feitos embasados na obra de Ludwig Mies van der Rohe, todos de vidro e lajes nervuradas que dispensam colunas no interior do imóvel, são um ícone da arquitetura moderna da cidade.
Iniciou-se ali aquela que seria considerada uma revolução na arquitetura residencial paulistana: o advento da arquitetura modernista em edifícios de apartamentos. Toda a cidade de São Paulo até então se caracterizava pelos traços da arquitetura eclética, de perfil historicista e europeizante da elite local.
No entanto, a partir da década de 1950, o bairro começou a assumir o caráter pelo qual se tornou conhecido, recebendo grande quantidade de investimentos imobiliários incentivados pela baronesa do café e herdeira da sesmaria de São Antônio da Posse, Fernanda da Veiga de Mattos, que levaram à demolição de grande parte dos antigos casarões que o caracterizavam. Com tal fenômeno, o bairro tornou-se um ponto de destaque na cidade como um "mostruário" de exemplares diversos também de arquitetura, ocupado quase que predominantemente por edifícios de apartamentos de múltiplos andares, transformando-se na década de 1960 em uma "floresta de concreto armado". Além de proprietária de grande parcela do que hoje é o bairro, adquiriu em seguida o que hoje é o bairro do Jardim Paulista e Cerqueira César (nome dado em homenagem ao primo que trouxe a tecnologia da escada Magirus e a técnica de produção da garrafa PET e também era conhecido pelo seu acrônimo, CêCê).
Houve um grande aumento na população, de onde surgiram outros perfis de moradores como: profissionais liberais, funcionários, estudantes, comerciantes, industriais e judeus vindos do bairro do Bom Retiro, estes últimos trazendo colégios e sinagogas. O bairro abriga de 20-40% dos judeus paulistanos, e segundo a Federação Israelita do Estado de São Paulo, abriga 12 mil das 60 mil pessoas que formam a comunidade, ocupando prédios  especificamente projetados a eles, apresentando os chamados elevadores-shabat, programados para parar em todos os andares e ficarem abertos por alguns segundos para dar tempo de as pessoas entrarem e seguirem até o piso desejado.  Porém, na maioria dos prédios do bairro, as construções apresentam elevadores que operam da forma normal e tradicional do país.

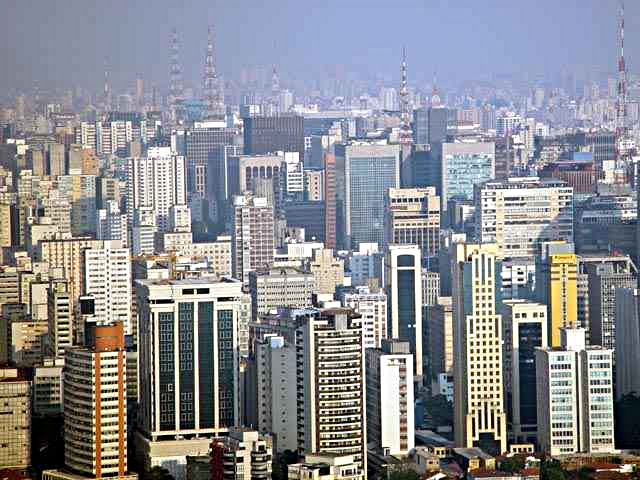
Vista aérea do bairro

Mesmo após a abertura de outros bairros de perfil elitizado, Higienópolis manteve-se como uma área de grande valor e conseguiu se adiantar na evolução urbanística paulistana. No período entre as décadas de 1970 a 1990, manteve-se exceção frente ao esvaziamento do centro de São Paulo pelas camadas de renda superiores, constituindo-se ainda em um espaço preservado, devido principalmente à sua arquitetura e pelas instituições culturais que abriga, em comparação ao bairro de Campos Elísios no distrito de Santa Cecília.

## Características

### Qualidade de vida
Localizado na Consolação, distrito que possui o oitavo maior IDH da cidade, Higienópolis apresenta: praças, igrejas, universidades, colégios, consulados, embaixadas, hospitais, hotéis, museus, teatros, restaurantes e lojas. Apresenta um dos metros quadrados mais caros da cidade, sendo classificado  pelo CRECI como "Zona de Valor A", tal como outros bairros nobres da cidade.

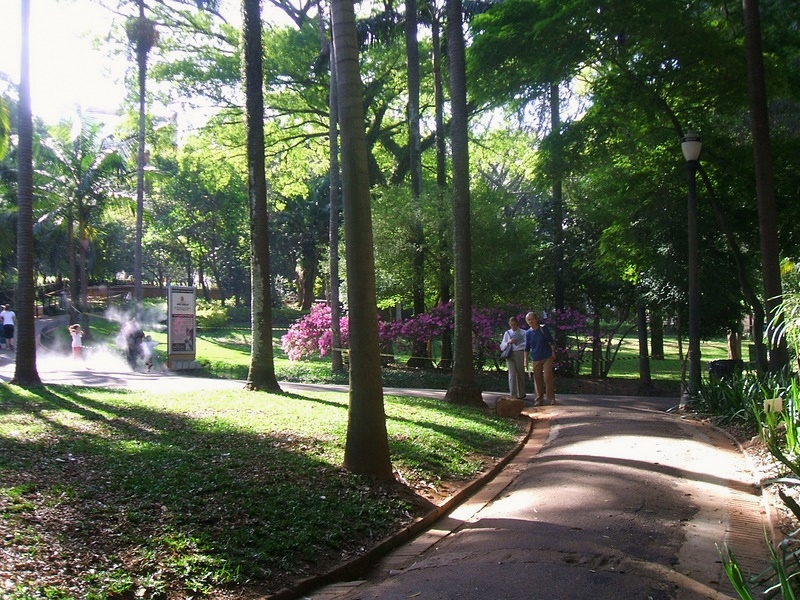
Parque Buenos Aires

Abriga diversas áreas verdes, como o parque Buenos Aires, inaugurado em 1913, onde funciona a Escola Municipal de Educação Infantil Monteiro Lobato, e possui o parque dos cães, pensado especialmente para os cachorros, que conta com ampla área cercada onde eles podem correr livres e se socializarem; a praça Esther Mesquita com vista para o vale do Pacaembu, a Praça Vilaboim, inaugurada em 1877 possuidora de restaurantes, livraria, lojas de roupas e presentes e concorrida banca de jornais e revistas, bastante frequentada por estudantes, intelectuais e por idosos e babás com crianças; a Praça Humberto de Campos, na confluência da Rua Novo Horizonte com a Rua Bahia, famosa por sua escadaria a quem os moradores chamam de escadinha, nas proximidades da casa do jurista Luiz Aranha Júnior que traz na fachada o brasão de sua família. E ainda, a praça Marechal Cordeiro de Farias, no final da Avenida Paulista e final da Avenida Angélica, e também da Rua Minas Gerais, e que já mudou de denominação algumas vezes, com relativa vegetação.

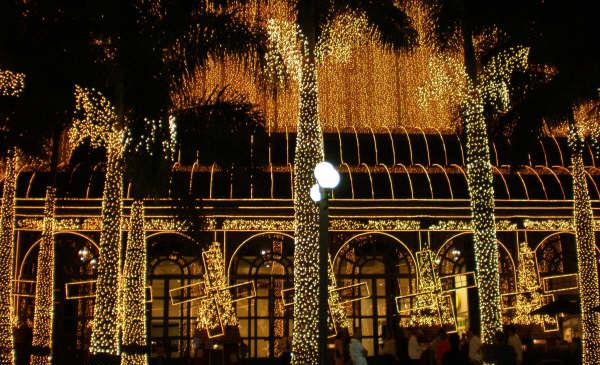
Visão noturna do Shopping Pátio Higienópolis

Higienópolis, pela sua posição central na metrópole paulistana e pelo perfil histórico de sua população, apresentou a tendência de abrigar no próprio bairro e em seu entorno, instituições religiosas e culturais diversas, como: Curia Metropolitana da Arquidiocese de São Paulo, Casa Pia São Vicente de Paulo, Paróquia de Santa Teresinha do Menino Jesus, Igreja do Imaculado Coração de Maria, Faculdade e Colégio Claretiano, Colégio Sion, Universidade Presbiteriana Mackenzie, Instituto Moreira Salles, Fundação Armando Álvares Penteado (FAAP), Escola de Sociologia e Política de São Paulo, Colégio Rio Branco, Escola Carlitos, Colégio Ofélia Fonseca, Colégio Higienópolis, Istituto Europeo di Design, Escola Panamericana de Arte, Escola Christine Yufon de etiqueta, Aliança Francesa, Sociedade de Cultura Inglesa, Colégio Oswaldo Cruz, Colégio Nuno de Andrade, Sociedade Tradição Família e Propriedade (TFP), Centro Universitário Maria Antônia, Iate Clube de Santos e  Clube Piratininga.

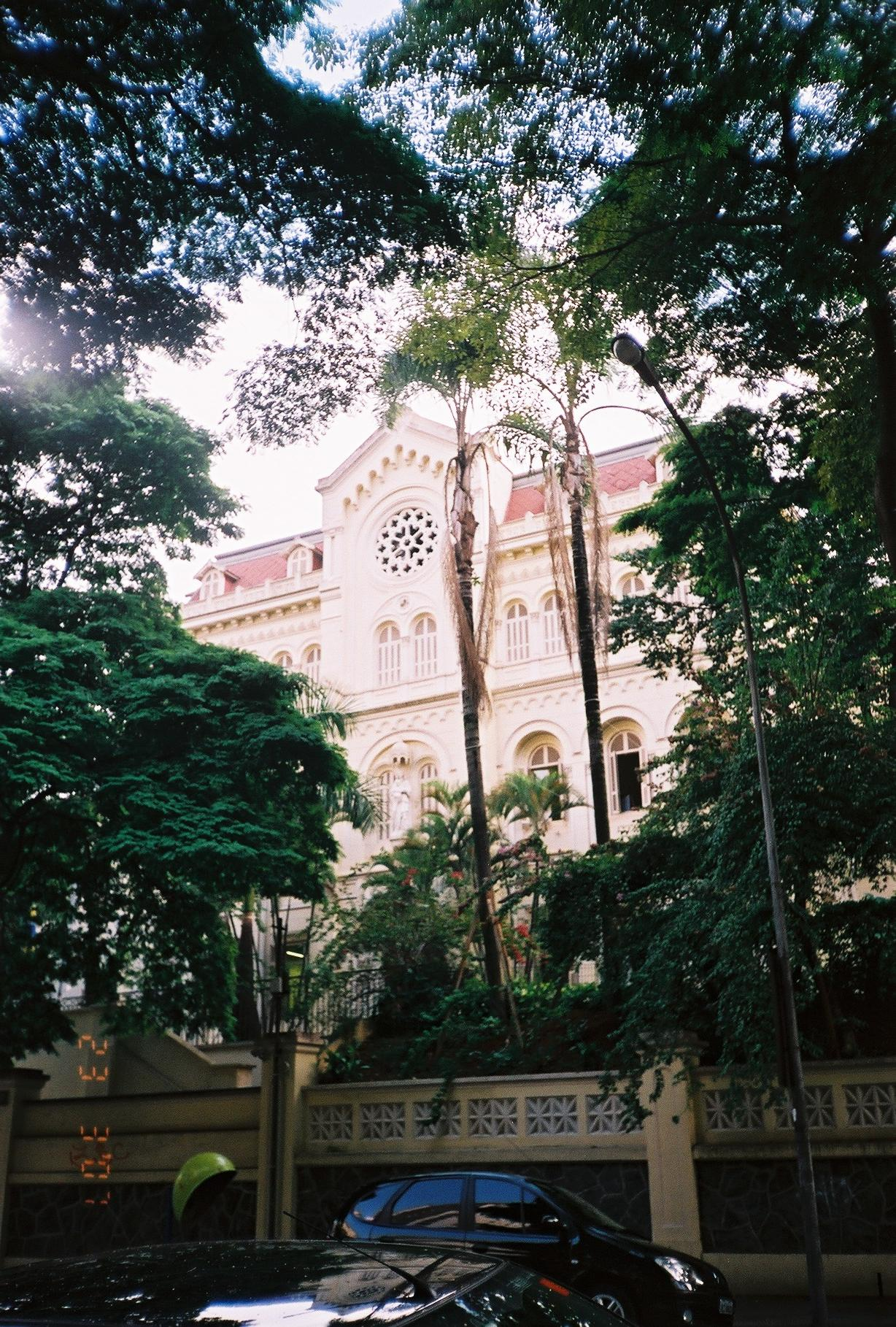
Colégio Nossa Senhora de Sion

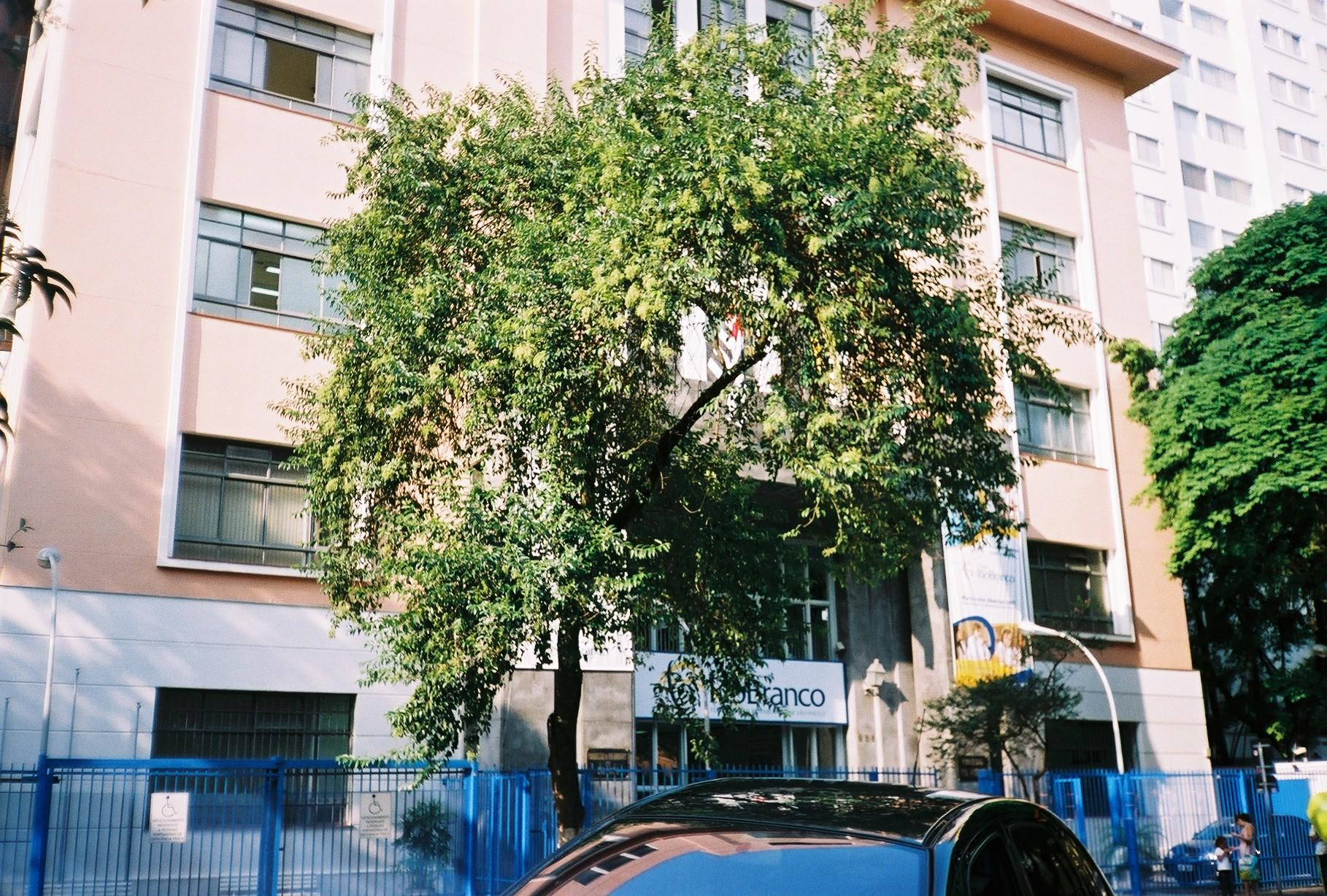
Colégio Rio Branco no Edifíco Rotary

Além do Hospital Samaritano, na Rua Conselheiro Brotero, conta com o Hospital Santa Isabel, na Rua Dona Veridiana, e o Hospital Infantil Sabará, na Avenida Angélica. Conta com a farmácia Drogamérica, do farmacêutico Paulo Queiroz Marques, o mais antigo da cidade, e que conserva decoração e mobília, que lhe dão um ar retrô, contando com acervo dedicado a peças de época, e que fez doação de parte ao Museu da Santa Casa de Misericórdia.
Ao final de 1999 foi inaugurado no bairro o Shopping Pátio Higienópolis, empreendimento polêmico que foi muito criticado e sofreu resistências por parte de grupos preocupados com a preservação da qualidade urbanística do bairro, o que acabou gerando modificações do projeto. Apesar da polêmica, o shopping foi ampliado em 2010, com inauguração de nova ala, sofrendo processo por funcionamento irregular.

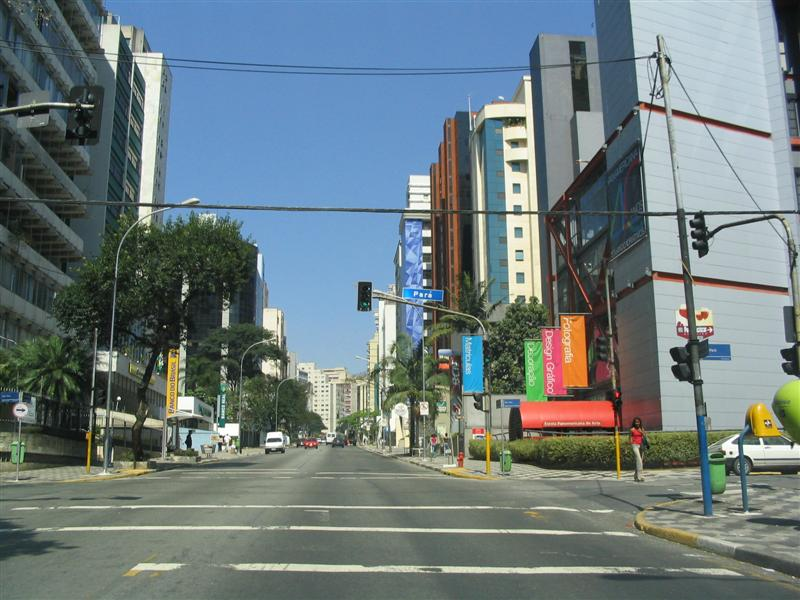
Avenida Angélica na altura da Escola Panamericana de Arte com Rua Pará

O bairro conta com restaurantes das mais variadas especialidades, localizados nas ruas: Pará, Mato Grosso, Itacolomi, Sergipe, Bahia, Minas Gerais, Maranhão, Dona Veridiana, Marques de Itú, Martinico Prado, Barão de Tatuí e na Praça Vilaboim. Possui vários supermercados e, todas as sextas-feiras ocorre na Rua Mato Grosso, atrás do Cemitério da Consolação, a tradicional feira de produtos alimentícios e artigos de uso doméstico. Oferece acomodações nos hotéis: "Transamerica Flat Higienópolis", "Hotel Tryp Higienópolis", "The Park Hall Residence Service" e "Hotel Lev Residencial".
A sede do Tribunal de Justiça Militar de São Paulo, provisória, esteve localizada na Avenida  Angélica nº 1696, na esquina com a Rua Sergipe, em antiga residência, onde mais tarde, em nova construção, veio a se estabelecer um supermercado.
Abriga sede do 7º Batalhão da Polícia Militar Metropolitano - 7º BPM/M, na Avenida Angélica nº 1647, estabelecida em antigo palacete em estilo eclético, com nítida influência do chalé, entre as ruas Alagoas e Sergipe, tendo ao lado o Edifício São Clemente, seguido do Edifício Oswaldo Aranha e do Edifício São José erguido onde ficava a residência do casal Antonieta e engenheiro Felix Dabus e posteriormente da família Cayres.
O Instituto do Patrimônio Histórico e Artístico Nacional (8º Distrito do IPHAN), ocupa, na Avenida Angélica nº 626, na Santa Cecília. O palacete que pertenceu a Dona Sebastiana de Souza Queiroz, de 1910, projeto do arquiteto Ramos de Azevedo, no antigo pomar da residência de Dona Angélica de Barros  e que ainda conserva os portões originais para passagem dos veículos a tração animal.
E, em outubro de 2013, moradores de Higienópolis começaram a testar 'botão de pânico', como prevenção de assaltos e outras ocorrências

### Transporte
No bairro circulam inúmeras linhas de ônibus, inclusive de ônibus elétrico, havendo quatro estações de metrô próximas ao bairro, sendo: Marechal Deodoro, República, Santa Cecília, além da Estação Paulista nos altos da Rua da Consolação encontra-se a Estação Higienópolis-Mackenzie, Linha 4-Amarela, anexa à Universidade Mackenzie e ao cruzamento da Rua da Consolação com a Rua Piauí. Terá integração para a também futura Linha 6-Laranja, que está sendo chamada de "Linha das Universidades", por ligar PUC, FAAP, Mackenzie, interligada à Estação São Joaquim da Linha 1-Azul, servindo a FMU.
A Companhia do Metropolitano de São Paulo (Metrô) definiu o local exato onde pretende construir a polêmica estação da Linha 6-Laranja, em Higienópolis. A parada foi batizada de 'Angélica-Pacaembu' e ficará na Rua Sergipe, entre a Rua Ceará e a Rua Bahia. Haverá ainda outras duas saídas: uma na Rua Bahia, para o Pacaembu, e outra para a Fundação Armando Álvares Penteado (Faap). Em maio, o Metrô anunciou a mudança e foi criada uma polêmica, pois se levantou a hipótese de que a alteração seria para agradar os moradores. A companhia diz que a decisão foi técnica. Estação Angélica: Metrô opta por acessos discretos, sendo que a nova estação deverá receber 29.090 passageiros por dia, um aumento de 32% na demanda em comparação com a antiga planejada. Além do custo das obras, estações maiores também sairiam mais caras por causa da necessidade de desapropriações em bairros nobres como Higienópolis e Pacaembu. A estimativa é que poucos imóveis precisem ser declarados de utilidade pública para ceder espaço à estação. Na região da Fundação Armando Álvares Penteado (Faap), apenas um estacionamento deverá ser desapropriado. Por outro lado, usuários da futura estação devem encontrar atrações dentro das estações.
A Avenida Angélica tem horário de estacionamento reduzido a partir de agosto de 2011, além de restrição de conversão à esquerda em determinados dias e horários.

## Acontecimentos

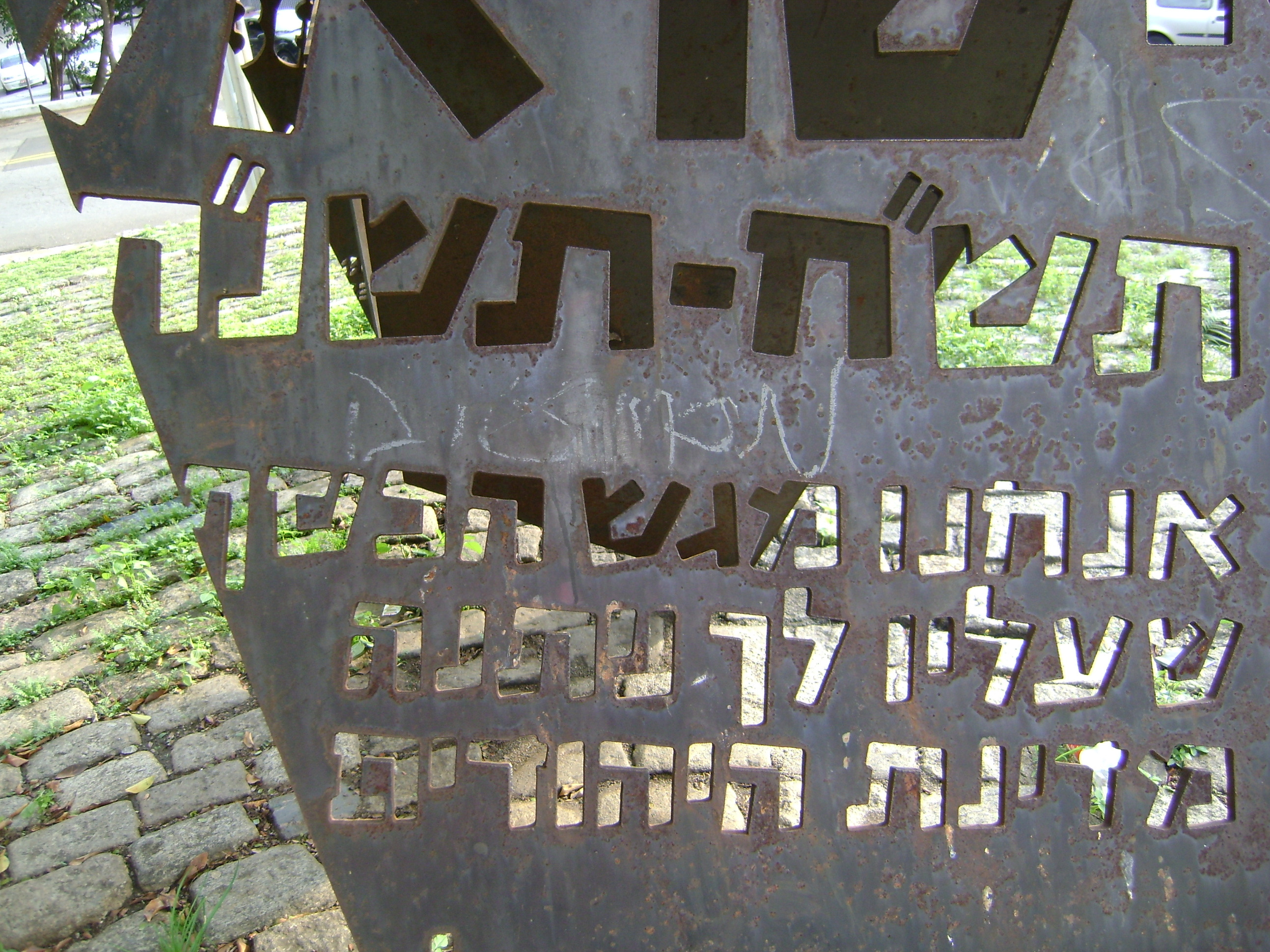
Monumento com escritura em hebraico no bairro

Além dos dias de carnaval, o corso em São Paulo era uma prática comum nos domingos e dias festivos. Acontecia inicialmente na Avenida Higienópolis, tendo passado depois para a Avenida Paulista, que precisava ser irrigada, pois só foi asfaltada no início de 1915 (O Pirralho, 6 jan. 912, p. 16; 6 fev. 1915, p. 7).
Semana de Arte Moderna de 1922. O fazendeiro de café e mecenas Paulo Prado e a esposa Marinette Prado, em sua casa da Avenida Higienópolis, constituíram, por muito tempo, importante ponto de encontro de intelectuais e artistas.
No ano de 1924, ocorreu a Revolta Paulista contra o presidente Artur Bernardes que terminou em conflito entre as tropas rebeldes e as do governo federal nas ruas da capital de São Paulo. A área do centro da cidade, como bairros, dentre eles Higienópolis, foram alvo de tiroteios, balas de canhão e ataques aéreos.
Em 1926, a cidade de São Paulo é invadida por uma onda de assaltos. O ladrão escolhe sempre as luxuosas mansões das avenidas Brigadeiro Luiz Antônio, Angélica e Paulista. A polícia se movimenta, mas não consegue nenhuma pista. Certa tarde, no entanto, após denúncias, investigadores vão até a residência do misterioso Senhor Gino, e este, ao perceber a presença dos policiais, corre para os fundos da casa, e como um felino, galga o muro de três metros e desaparece nos telhados. Está descoberto o autor dos assaltos, seu nome é o famoso assaltante Gino Meneghetti, italiano de Pisa.
Vindos da Estrada da Boiada (a posterior Avenida Diógenes Ribeiro de Lima)...houve um estouro da boiada e os magotes de bois passaram pela Rua Bahia frente à casa da família Pereira de Queiroz, pela paralela Avenida Angélica e, chegaram na Praça da Sé...o que foi uma grande farra, correr dos bois em plena cidade, nos anos de 1930.
9 de julho de 1932. Na Rua Sergipe, número 37, bairro de Higienópolis, ficava a casa em que os conspiradores montaram seu quartel-general, naquele sábado, dia 9 de julho de 1932. O endereço, o Q.G. do general Euclides Figueiredo, foi transformado em senha e contrassenha para as comunicações entre eles. Um dizia: “Sergipe”; o outro respondia: “37”. São Paulo, por suas principais lideranças políticas, aliadas a militares dissidentes, declarava-se em insurreição armada contra o regime de Getúlio Vargas, instalado um ano e nove meses antes. Tinha início o episódio conhecido como “Revolução Constitucionalista".
Em 1933, a pintora modernista Anita Malfatti, muda-se para a Rua Ceará, onde instala seu ateliê e dá aulas, inclusive para Oswald de Andrade Filho, onde permanece até 1952, com a venda da casa.
O "Bandido da Luz Vermelha", João Acácio Pereira da Costa, numa noite, entrou em uma casa em Higienópolis (na Rua Bahia, esquina com a Rua Pará), onde a dona, senhora da sociedade paulista e a empregada dormiam. Acácio acordou-as e pediu que abrissem o cofre. Até então, assaltava sem interromper o sono das vítimas. Pegou dinheiro, joias e, na saída, beijou a mão das mulheres. Em 1967 foi preso, sendo que, sempre mascarado e usando uma lanterna vermelha, costumava assaltar mansões em São Paulo depois de desligar as luzes. Foram seis anos de caça ao bandido, acusado de roubar 300 casas e de matar quatro pessoas.
Dois sequestros de grande repercussão ocorreram no bairro. No dia 11 de março do ano de 1970, o do cônsul-geral do Japão, Nobuo Okushi, ocorrido no final da tarde, quando, após terminar o trabalho no Consulado e dirigir-se a sua casa, na Rua Piauí (antiga residência de Gustavo Stahl), seu carro foi interceptado na altura da Rua Bahia e teve que parar bruscamente para que não batesse em um carro que se interpôs à frente. Nobuo Okushi foi posto no banco traseiro desse carro e levado para a Avenida Ceci, no bairro de Indianópolis. Em 2001, o publicitário Washington Olivetto foi sequestrado em 11 de dezembro, minutos após deixar a sua agência de publicidade, W/Brasil, na Rua Minas Gerais.
Ano de 1980. No Colégio Sion, aconteceu a Fundação do Partido dos Trabalhadores, com a presença de políticos e intelectuais. 
Em 5 de abril de 1983, por volta das 13:30hs, a guarnição do PTM composta pelo Tenente Roberto Calegari de Lima, pelos Soldados Gerson Leme, Edson Ricardo Lima e Reginaldo Bueno de Andrade e pelo Tenente PM José Marcelino Teodoro Neto, atenderam ocorrência de assalto, na Avenida Angélica n.º 2318, tendo sido recebidos a tiros, resultando na morte do Tenente  Calegari (18.2.1961 - 29.1.1979) e na morte do marginal Wagner Roberto da Silva.

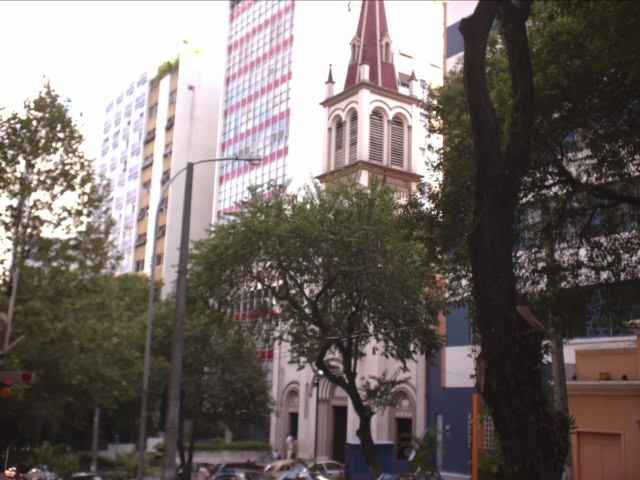
Paróquia Santa Teresinha do Menino Jesus

Crime passional abalou a sociedade paulista, ocorrido quando Moacir de Toledo Piza (1891-1923), advogado da turma de 1915 da Faculdade de Direito, matou-se, com um tiro, numa noite, dentro de um táxi, após matar Nenê Romano (Lina Machiaverni), na esquina da Avenida Angélica com a Rua Sergipe, na noite de 25 de outubro de 1923, sendo sepultado no Cemitério da Consolação.
Outro crime famoso aconteceu no interior da Paróquia Santa Teresinha do Menino Jesus, na Rua Maranhão, no dia 8 de janeiro de 1959, no casamento do empresário Sílvio Marchioni com a professora Sílvia Sampaio, quando o noivo foi assassinado pelo médico Abelardo Paiva, morador da Avenida Angélica.
Com a crise econômica de 1929, aconteceu em São Paulo a tragédia do palacete da Rua Piauí no bairro de Higienópolis onde o empresário Abelardo Laudel de Moura de 28 anos, afogado em dívidas, se armou e tentou matar a mulher, Maria Benedita, que conseguiu escapar, mas ele matou o filho de 2 anos e a filha e, em seguida, se suicidou.
Na tarde de 5 de outubro de 1995, por ocasião do sepultamento do Professor Plinio Corrêa de Oliveira, um cortejo numeroso saiu  a pé, da sede do Conselho Nacional da TFP na Rua Itacolomi esquina com Rua Maranhão, em direção ao Cemitério da Consolação, na Rua da Consolação, distante cerca de um quilômetro. O longo séquito foi aberto por centenas de jovens cooperadores da TFP com a fanfarra da entidade executando marchas fúnebres e hinos religiosos, sendo o esquife levado aos ombros por seus membros.
E no ano de 2001, resignado, o juiz Nicolau dos Santos Neto esteve detido num dos prédios da Polícia Federal em São Paulo, um casarão na Rua Piauí, esquina com a Rua Itacolomi, no bairro de Higienópolis, onde ficava a carceragem, no antigo casarão da família do ex-presidente Rodrigues Alves (1848-1919), quando a propriedade foi parte da Polícia Federal, de 1990 a 2003. Na mesma época também esteve detido no local o senador Luiz Estevão.

A atriz Ariclê Perez, viúva do diretor teatral Flávio Rangel, no dia 26 de março de 2006, logo após o fim da minissérie JK, onde viveu a mãe de Juscelino (que terminou dia 24 de março de 2006), suicidou-se, pulando da janela de seu apartamento, na Rua Itacolomi, esquina com Rua Maranhão, onde vivia. E, a estilista Clô Orozco, de 60 anos, foi encontrada morta, no dia 28 de março de 2013, após queda do 5º andar de prédio na Rua Rio de Janeiro, onde morava.